# Mais Perto
Mais Perto é o segundo álbum de estúdio da cantora brasileira de funk melody Perlla.

## Desenvolvimento
"Depois do Amor" que também está presente no primeiro álbum "Eu Só Quero Ser Livre". Neste álbum, a música "Depois do Amor" tem participação do cantor Belo no 1º álbum é uma versão somente com Perlla, além de uma versão para “Azul”, de Djavan e duas composições da própria Perlla, “Beijo de despedida” e “Não vai dar”, em parceria com Umberto Tavares, Cacá Nunes e Bruno Montes.

## Faixas
1. "Carrapato"[1]
2. "Azul"
3. "Motivos"
4. "Menina Chapa Quente"
5. "Sozinha"
6. "Beijo de Cinema"
7. "Não Vai Dar"
8. "Agora Eu Tô em Outra"
9. "Filhinho de Papai"
10. "Tanta Solidão"
11. "Beijo De Despedida"
12. "Pode Deletar"
13. "Menina Chapa Quente (Remix)"
14. "Depois do Amor"  (participação especial: Belo)

### Vendas e certificações
| País / Certificadora | Certificação | Vendas |
| -------------------- | ------------ | ------ |
| Brasil ABPD          | Ouro         | 50.000 |